# Bubbles
Bubbles, senare även känt som Bless, var en svensk popgrupp bestående av fem flickor/unga kvinnor från Göteborg. Gruppen var verksam åren 1998–2010.

## Historik
Gruppen bestod av Caroline Ljungström (född den 26 juni 1987 i Göteborg), Hannah Steffenburg (född den 14 april 1988 i Göteborg), Jenny Andersén (med artistnamnet YennY, född den 10 oktober 1988 i Göteborg) samt tvillingarna Patricia Joxelius och Sandra Joxelius (födda den 7 april 1987 i Göteborg).
De fem medlemmarna i Bubbles träffades 1998/1999 då de gick på samma dansskola (Balettakademien i Göteborg). Dansläraren Josefine Sundström sammanförde dem med producenterna John Ballard och Alban Herlitz som letade efter medlemmar till en danskunnig musikgrupp med endast flickor. Den första singeln "Happy Girl" som släpptes 8 juni år 2000 låg längst på den officiella svenska topplistan av alla låtar detta år. Den uppföljande singeln "Rock the World" släpptes 26 oktober 2000 nådde 2:a platsen på Sverigetopplistan, 1:a tre veckor i rad på SVT's stora topplisteprogram Voxpop och blev senare gruppens största hitlåt med framgångar i Nederländerna, Belgien, Norge, Danmark, Frankrike och Tyskland. 
Bubbles vann också den direktsända TV-insamlingsgalan "Bara Barn-galan" år 2001 på TV4 (Cirkus, Stockholm) när de framförde låten "Regnbågens barn" skriven av låtskrivartävlande 10-årige Joel Cavallie.
I samband med att globala animerade storfilmen Ice Age lanserades i Europa blev Bubbles utvalda att skriva den officiella tema-låten till filmen. Singeln "Somewhere" släpptes 10 maj 2002 med stor lansering och världspremiär i Tyskland.
Gruppen deltog i den svenska Melodifestivalen 2003 med bidraget "TKO (Knock You Out)", som slutade på nionde plats i finalen. Vid det första tillfället var Andersén och Steffenburg endast 15 år gamla, vilket var yngre än Melodifestivalens 16-årsgräns. Endast tre av gruppmedlemmarna kunde därför framträda på scenen.
Bubbles tävlade även året därpå i Melodifestivalen 2004 med bidraget "Blow the Spot", och då fick alla fem bandmedlemmarna vara med på scenen. Låten röstades fram till andra chansen där den slutade på fjärde plats.
När det tredje albumet "Bless" lanserades bytte gruppen namn till just Bless. pga rättighetstvist utomlands om varumärkesnamnet "Bubbles. 
Popgruppen var aktiv till 2006. Den enda av de fem medlemmarna som fortsatte med musik var Caroline Ljungström som arbetar med musikproduktion och låtskrivande samt som artist och discjockey under artistnamnet YaYa. 

## Diskografi

### Album[8]
- Rock the World 2000
- Inbetween 2002
- Bless 2003

### Singlar
- Happy Girl 2000
- Rock The World 2000
- X-mas Time 2000
- I'll Be There 2001
- My Boyfriend 2001
- Somewhere 2002
- Round 'n Round 2002
- Hit The Floor 2003
- TKO Knock you out 2003
- Blow the Spot 2004
- You Dog Me Out 2006